# Ольховское Озеро
Ольховское Озеро — деревня в Шадринском районе Курганской области России. Входит в состав Зеленоборского сельсовета.

## История
До 1917 года в составе Ольховской волости Шадринского уезда Пермской губернии. По данным на 1926 год село Ольховское Озеро состояло из 269 хозяйств. В административном отношении являлось центром Ольхово-Озëрского сельсовета Ольховского района Шадринского округа Уральской области.

## Население
| 1989 | 2002 | 2010 |
| ---- | ---- | ---- |
| 20   | ↘9   | ↘8   |

По данным переписи 1926 года в селе проживало 1234 человека (570 мужчин и 664 женщины), в том числе: русские составляли 100 % населения.
Согласно результатам Всероссийской переписи населения 2002 года, в национальной структуре населения казахи составляли 100 %.